# Campiglossa murina
Campiglossa murina är en tvåvingeart som först beskrevs av Doane 1899.  Campiglossa murina ingår i släktet Campiglossa och familjen borrflugor. Inga underarter finns listade.